# Libor Capalini
Libor Capalini, né le 30 janvier 1973, est un athlète tchèque spécialiste du pentathlon moderne. Il a obtenu une médaille de bronze lors des jeux olympiques d'été de 2004 à Athènes.